# Lakeport, Kalifornien
Lakeport är administrativ huvudort i Lake County i Kalifornien. Vid 2010 års folkräkning hade Lakeport 4 753 invånare.